# Portugal em Foco
Portugal em Foco é um jornal semanal dedicado à comunidade portuguesa do Brasil. Divulga o que acontece em Portugal e Brasil, além de outros países lusófonos. Circula no Rio de Janeiro e alguns outros estados. No estado do Rio, custa R$ 3,00 e em S. Paulo, R$ 3,00. Outros jornais de mesmo cunho circulam na região sem no entanto ter a mesmo popularidade. É impresso na gráfica do Jornal do Commercio e sua sede fica no Centro.